# Archil d'Imerezia
Archil di Imerezia, in georgiano არჩილი? (Tbilisi, 1647 – Mosca, 16 aprile 1713), è stato re d'Imerezia (1661–1663, 1678–1679, 1690–1691, 1695–1696 e 1698) e re di Cachezia (1664–75) col nome di Archil II. Dopo una serie di tentativi falliti per porsi con una certa stabilità sul trono di Imerezia, Archil si ritirò in Russia dove condizionò la vita culturale della locale comunità georgiana. Fu anche poeta lirico.

## Biografia

### La carriera politica
Archil era figlio di Vakhtang V di Cartalia il quale, sotto la protezione persiana, aveva tentato di riunificare il frammentato Regno di Georgia sotto la sua corona. Avendo riportato il vicino regno di Cachezia sotto il suo controllo, Vakhtang marciò nella Georgia occidentale nel 1661, deponendo re Bagrat V d'Imerezia, e coronando suo figlio quattordicenne Archil come sovrano a Kutaisi, capitale dell'Imerezia. Il governo ottomano si oppose fortemente a questa trovata interpretandola come un'incursione d'ispirazione persiana in una zona d'influenza turca. Un ultimatum venne inviato a Isfahan, minacciando la dichiarazione di una guerra vera e propria se il sovrano di Cartalia avesse mantenuto suo figlio sul trono della Georgia occidentale. Vakhtang V venne costretto a richiamare Archil da Kutaisi nel 1663 ed a restaurare come sovrano Bagrat. Vakhtang installò invece Archil come re di Cachezia nel 1664. Per ottenere il consenso dello scià, Archil si convertì nominalmente all'Islam, assumendo il titolo di Shah-Nazar-Khan. Nel 1664, Archil sconfisse il rivale principe cacheziano e suo cognato Eraclio per riprendersi la corona di suo padre, e riuscì a riportare prosperità nello stato.
Nel 1675, ad ogni modo, per via in gran parte degli intrighi del gran visir persiano Shaykh' Ali Khan, Archil abbandonò la Cachezia e, con suo fratello Luarsab, abbandonò il paese per incontrare il pascià turco di Akhaltsikhe il quale gli aveva promesso la corona d'Imerezia. Venne ben presto ristabilito al suo posto a Kutaisi con l'aiuto promesso dal pascià di Akhaltiskhe, pur senza il consenso ufficiale della Sublime porta. Agenti ottomani giustiziarono il pascià e deposero Archil nel 1679. Questi dovette rifugiarsi in Russia, ma non gli venne permesso di entrare a Mosca sino al 1686. Incoraggiato da suo fratello, re Giorgio XI di Cartalia, Archil ritornò in Georgia nel 1690 e riuscì a riprendere il trono imereziano, per poi essere deposto dalla nobiltà locale nel 1691. Durante gli anni successivi, organizzò diversi tentativi di riprendere la propria corona, ingaggiando una guerriglia contro i turchi e l'opposizione aristocratica guidata dal principe Abashidze. Archil rinunciò alle proprie pretese sull'Imerezia nel 1699, attraversando le montagne del Caucaso ancora una volta, portandosi in Russia e insediandosi a Vsesviatskoye presso Mosca.

## Vita in Russia

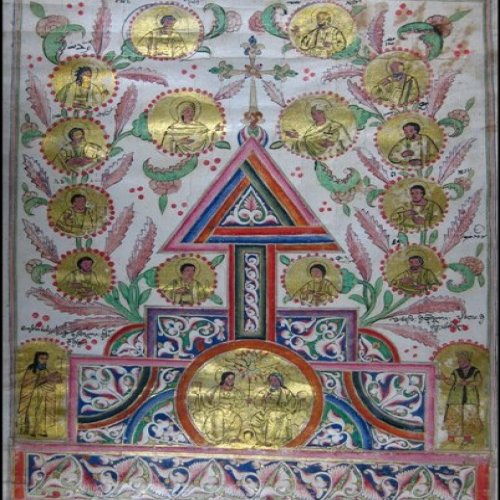
Documenti miniato col nome di Archil

Rimase in termini amichevoli con Pietro I di Russia il quale diede l'ordine di preparare una spedizione militare per restaurare Archil al suo trono in Imerezia. A ogni modo, il piano venne vanificato a causa della sconfitta inflitta dagli Svedesi all'esercito russo a Narva nel 1700. Questo, oltre alla frustrazione personale di Archil nella sua speranza di riottenere il trono, rappresentò una tragedia personale anche per la sua famiglia. Alessandro, figlio di Archil, che era al comando dell'artiglieria russa a Narva, venne preso prigioniero dagli svedesi e trascorse dieci anni in prigionia. Archil tentò di ottenere la liberazione di suo figlio tramite la mediazione del Sacro Romano Impero e inviò una lettera personale a Carlo XII di Svezia. Alessandro a ogni modo venne rilasciato solo nel 1710. Pesantemente malato, morì nel suo viaggio di ritorno in Russia. La morte di Alessandro fu un duro colpo per Archil, che non sopravvisse a lungo dopo la morte del figlio. Morì nel 1713 e venne sepolto nel Monastero di Donskoy a Mosca.
Durante gli anni passati in Russia, Archil si dedicò alla poesia e ad attività culturali, e fu lui a far stampare la prima opera in georgiano all'interno dei confini della Russia, pubblicando I salmi nel 1705. Le sue poesie si inseriscono per stile all'inizio del rinascimento poetico georgiano. Le sue opere più importanti furono Il dialogo tra Teimuraz e Rustveli (გაბაასება თეიმურაზისა და რუსთველისა), I costumi della Georgia (საქართველოს ზნეობანი) e Il pianto di Archil (Archiliani; არჩილიანი) e vennero dedicate alla Georgia del XVII secolo. Rigettò pesantemente le influenze della letteratura persiana a lui contemporanea e favorì la ripresa poetica dell'epoca di Shota Rustaveli.

## Famiglia
Archil si sposò due volte. La sa prima moglie era una figlia del principe Nodar Tsitsishvili. In seconde nozze sposò Ketevan, figlia del Principe Davide di Cachezia, nel 1668. La coppia ebbe una figlia e tre figli:
- Principessa Darejan, nota in Russia come Darya Archilovna (c. 1670 – 1740); morì senza marito e venne sepolta al monastero di Donskoy.
- Principe Alessandro, noto in Russia come Aleksandr Archilovich (1674 – 20 febbraio 1711), comandante dell'artiglieria russa. Si sposò ed ebbe una figlia.
- Principe Mamuka, noto in Russia come Matfey Archilovich (1676 – 23 marzo 1693); morì senza essersi mai sposato e venne sepolto nel monastero di Donskoy.
- Principe Davit, noto in Russia come David Archilovich (2 luglio 1682 – 24 ottobre 1688); morì senza essersi mai sposato e venne sepolto nel Convento di Novodevichy, poi risepolto nel 1711 nel monastero di Donskoy.